# Гавронский, Александр Осипович
Александр Осипович Гавронский (23 июня 1888, Москва — 17 августа 1958, Кишинёв) — советский режиссёр театра и кино.

## Биография
Родился в семье Ошера Бендетовича (Осипа Бенедиктовича) Гавронского (1843—1890) и Либы-Мирьям Вульфовны (Любови Васильевны) Высоцкой (1845—1930); внук чаеторговца, купца первой гильдии Вульфа Янкелевича Высоцкого. Отец владел одной из крупнейших в Российской империи библиотек еврейской литературы.
В юности был дружен с Борисом Пастернаком, который встречался с его двоюродной сестрой Идой Высоцкой (стал прототипом Сашки Бальца в романе в стихах «Спекторский»). Жил в Одессе. Примкнул к партии эсеров, устраивал сходки и митинги среди рабочих родительской фабрики, что привело к разрыву с семьёй и судебному преследованию; бежал заграницу. Учился на философском факультете Марбургского университета и филологическом факультете Женевского университета и Института Жана-Жака Руссо. Опубликовал работы «Логика чисел» (теория чисел с точки зрения теории познания) и «Методологические принципы естествознания в связи с неевклидовой геометрией». В 1916—1917 годах работал режиссёром в Цюрихском городском театре, главным режиссёром Женевского драматического театра (постановки — «Двенадцатая ночь», «Ревизор», «Братья Карамазовы», «Балаганчик», «Столпы общества», «Смерть Дантона»). С 1917 года — режиссёр Незлобинского драматического театра (постановки — «Мария Тюдор», 1919; «Коварство и любовь», 1920; «Всех скорбящих», 1920). В 1918—1919 годах — заведующий театральным отделом, в 1919—1921 годах — заведующий художественным отделом МОНО (Московский отдел народного образования); в 1921—1922 годах — начальник политпросветчасти ГУВУЗа (Главное управление военно-учебных заведений); в 1923 году — заведующий отделом зрелищ Всероссийской выставки. Участвовал в работе первого Цеха театральных постановщиков и Директории Государственного детского театра.
С 1924 года — ответственный руководитель Государственного театра-студии имени Ф. И. Шаляпина. В том же году начал работать в кино — на киностудиях Госкино, Межрабпом, Госвоенкино, Белгоскино, Украинфильм, ВУФКУ (Одесса). Снимал художественные и документальные ленты. Несколько картин поставил совместно с женой — кинорежиссёром Ольгой Петровной Улицкой, впоследствии первым режиссёром киностудии Молдова-фильм. В 1933 году ими был снят первый звуковой фильм Киевской киностудии «Любовь» (уничтожен после ареста режиссёра вместе с лентой «Тёмное царство»). Преподавал на художественном факультете Киевского киноинститута. Был дружен с Ниной Гернет.
Арестован 4 января 1934 года, 27 февраля выслан на Медвежью Гору на три года. Вернувшись в Москву был тотчас снова арестован, 5 февраля 1938 года осуждён на 5 лет исправительно-трудовых лагерей в Коми АССР. 5 июля 1941 года переведён в Центральный изолятор и 2 июня 1942 года вновь осуждён на 10 лет ИТЛ и 5 лет поражения в правах, — в общем итоге провёл в лагерях 18 лет (и 8 лет в ссылке). В Севжелдорлаге был руководителем ТЭКО (театрально-эстрадного коллектива), где началась творческая жизнь таких театральных деятелей как Тамара Петкевич и Хава Волович; в труппе играли заслуженная артистка Грузинской ССР Тамара Цулукидзе и Ариадна Эфрон; ряд артистов труппы оставили воспоминания о её режиссёре. После третьего ареста был переведён в Озерлаг.
После освобождения 23 июля 1952 года — в ссылке в селе Весёлый Кут Одесской области. После реабилитации в 1956 году переехал к жене в Кишинёв. Похоронен на Центральном (Армянском) кладбище в Кишинёве. Многочисленные философские рукописи А. О. Гавронского были изъяты при арестах и не сохранились; сохранившаяся переписка с женой готовится к публикации.

## Семья
- Братья
  - Борис Осипович (Бер Ошерович) Гавронский (1866—1932, Ницца), промышленник, один из управляющих фирмы «Высоцкий и К°», издатель, коллекционер, врач, выпускник медицинского факультета Московского университета; был женат на Любови Сергеевне Шмерлинг (Гавронской)[15][16][17].
  - Яков Осипович Гавронский (1878—1948), врач и учёный-медик, химик-органик, эсер, публицист, пресс-атташе российского посольства (Временного правительства) в Великобритании (1917), жил в Лондоне; первым браком (1908—1913) был женат на враче Розе Исидоровне Шабад (племяннице Цемаха Шабада), вторым браком — на Марии Евсеевне Гавронской (урождённой Калмановской, 1890—1955)[18][19][20].
  - Дмитрий Осипович (Меер Ошерович) Гавронский (псевдоним Светлов; 1883, Смоленск — 1949, Цюрих), философ, публицист, эсер, выпускник Марбургского университета (где в 1912 году учился вместе с Б. Л. Пастернаком), член Учредительного собрания, профессор философии Бернского университета; был женат на Марии Сергеевне Шмерлинг.
  - Илья Осипович Гавронский, врач-стоматолог, был женат на Елизавете Соломоновне Минор (дочери раввина Москвы Зелика Минора, сестре невропатолога Лазаря Минора и юриста Осипа Минора).
  - Лазарь Осипович (Лейзер-Хаим Ошерович) Гавронский (1870—?), издатель журнала «Зубоврачебный вестник», врач-стоматолог в Париже, с 1894 года был женат на Белле Соломоновне Минор, дочери раввина Зелика Минора.
- Сестра — Амалия Осиповна Фондаминская (1882—1935, Париж), с 26 февраля 1903 года замужем за Ильёй Исидоровичем Фондаминским; в их квартире в Париже останавливался Владимир Набоков (1932), А. О. Фондаминской посвящены три стихотворения Зинаиды Гиппиус («Амалии», «Наставление» и «Стены»), стихотворение Д. С. Мережковского («Амалии», 1911), она послужила прототипом Александры Яковлевны Чернышевской в романе В. Набокова «Дар»[21][22].
- Двоюродные братья — поэт Михаил Цетлин, эсеры Михаил Гоц и Абрам Гоц.

## Фильмография
- 1927 — «Круг» (с Юлием Райзманом, Госвоенкино)
- 1928 — «Мост через Выпь» («Вьюга», с Николаем Верховским, Госвоенкино)
- 1928 — «Кривой рог» (Госвоенкино)
- 1929 — «Тёмное царство» (ВУФКУ, Одесса)
- 1930 — «Хромоножка» («Забыть нельзя», «Илька-хромоножка»; с Ольгой Улицкой, Белгоскино)
- 1930 — «Настоящая жизнь» («Поступок комсомолки Веры», «Личная жизнь»; с Ольгой Улицкой, Белгоскино)
- 1931 — «Авангард пятилетки»[23]
- 1933 — «Любовь» (совместно с Ольгой Улицкой, Украинфильм)